# Insomnia (album)
Insomnia – siódmy album zespołu (hed) P.E.

## Lista utworów
1. „Madhouse”
2. „Walk On By”
3. „Game Over”
4. „Habeus”
5. „Suffa”
6. „Comeova2nite (Feat. Roscoe)”
7. „C2GU”
8. „RTO (Feat. Big B)”
9. „Mirrorballin”
10. „Tienanman Squared”
11. „Children”
12. „Atlantis A.D.”
13. „Wind Me Up (Feat. Kottonmouth Kings & Tech N9ne)”
14. „Don’t Let Me Down”